# Георги Байков
Георги Илиев Байков е български революционер, деец на Вътрешната македоно-одринска революционна организация.

## Биография
Роден е в 1877 година в село Недобърско, тогава в Османската империя. Дърги години е член на ВМОРО, развива широка дейност и има заслуги за организацията. Куриер е между Разлога и Рилския манастир в Свободна България.